# Ousté
Ousté est une commune française située dans l'ouest du département des Hautes-Pyrénées, en région Occitanie.
Sur le plan historique et culturel, la commune est dans la province du Lavedan, partie sud-occidentale de la Bigorre et constituée d'un ensemble de sept vallées en amont de la ville de Lourdes. Exposée à un climat de montagne, elle est drainée par divers petits cours d'eau. La commune possède un patrimoine naturel remarquable composé de trois zones naturelles d'intérêt écologique, faunistique et floristique.
Ousté est une commune rurale qui compte 35 habitants en 2022, après avoir connu un pic de population de 198 habitants en 1861. Elle fait partie de l'aire d'attraction de Lourdes..
Ses habitants sont appelés les Oustiens.

## Géographie

### Localisation
La commune d'Ousté se trouve dans le département des Hautes-Pyrénées, en région Occitanie.
Elle se situe à 21 km à vol d'oiseau de Tarbes, préfecture du département, à 9 km d'Argelès-Gazost, sous-préfecture, et à 6 km de Lourdes, bureau centralisateur du canton de Lourdes-2 dont dépend la commune depuis 2015 pour les élections départementales.
La commune fait en outre partie du bassin de vie de Lourdes.
Les communes les plus proches sont : 
Juncalas (1,2 km), Berbérust-Lias (1,4 km), Saint-Créac (1,5 km), Ourdon (1,5 km), Ger (2,3 km), Cheust (2,3 km), Lugagnan (2,5 km), Gazost (2,6 km).
Sur le plan historique et culturel, Ousté fait partie de la province historique du Lavedan, partie sud-occidentale de la Bigorre et constitué d'un ensemble de sept vallées en amont de la ville de Lourdes. Historiquement, elle  fait partie de la province de Gascogne, et plus particulièrement du comté de Bigorre. La commune est dans la vallée de Castelloubon qui regroupe douze communes,.

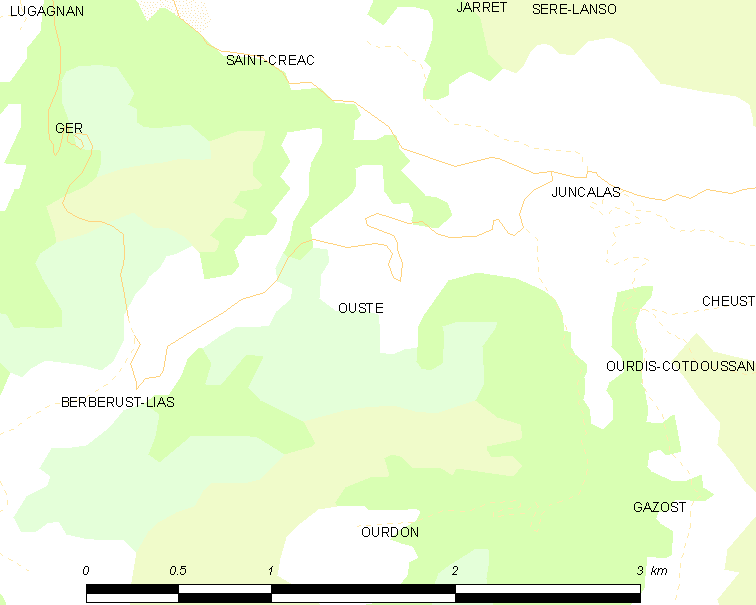
Carte de la commune de Ousté et des proches communes.

|                | Saint-Créac |          |
| Berbérust-Lias | Ousté       | Juncalas |
|                | Ourdon      |          |

### Paysages et relief

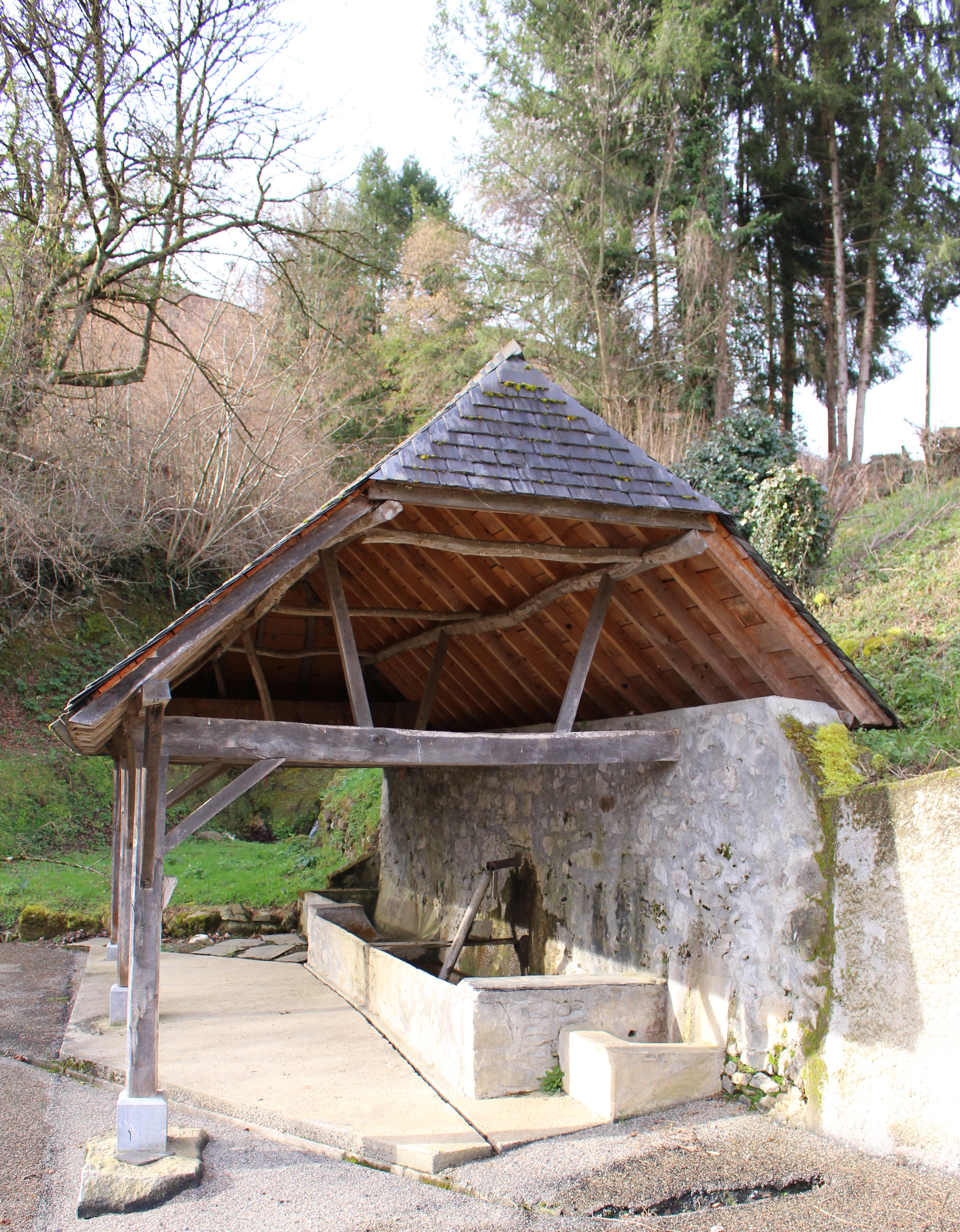
Localisation d'Ousté dans le département des Hautes-Pyrénées.
- Le lavoir d'Ousté.
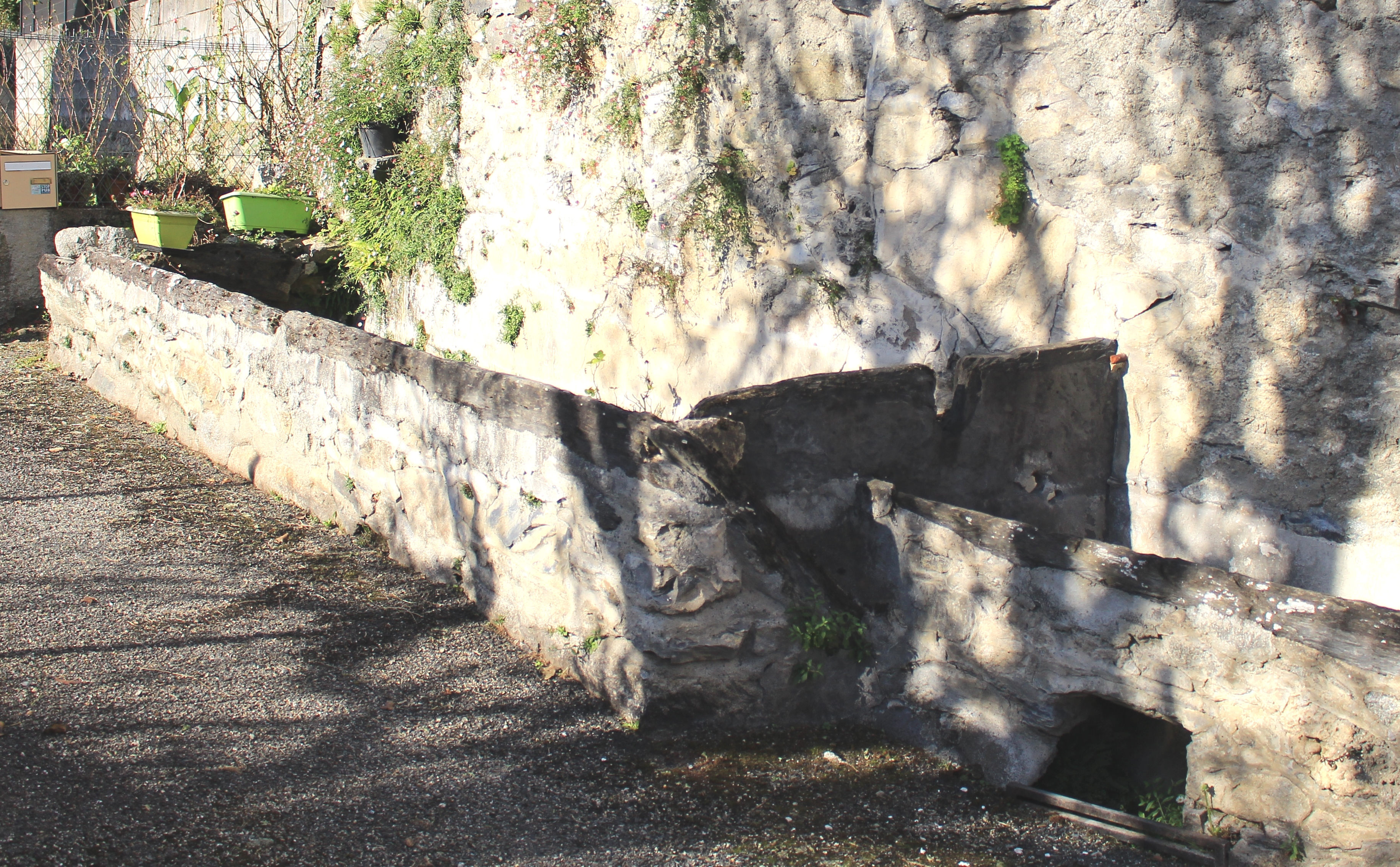
La fontaine.

### Hydrographie
La commune est dans le bassin de l'Adour, au sein du bassin hydrographique Adour-Garonne. Elle est drainée par le ruisseau d'Alli et le ruisseau d'Aouits, constituant un réseau hydrographique de 2 km de longueur totale,.

### Climat
Le climat qui caractérise la commune est qualifié, en 2010, de « climat des marges montargnardes », selon la typologie des climats de la France qui compte alors huit grands types de climats en métropole. En 2020, la commune ressort du type « climat de montagne » dans la classification établie par Météo-France, qui ne compte désormais, en première approche, que cinq grands types de climats en métropole. Pour ce type de climat, la température décroît rapidement en fonction de l'altitude. On observe une nébulosité minimale en hiver et maximale en été. Les vents et les précipitations varient notablement selon le lieu.
Les paramètres climatiques qui ont permis d’établir la typologie de 2010 comportent six variables pour les températures et huit pour les précipitations, dont les valeurs correspondent à la normale 1971-2000. Les sept principales variables caractérisant la commune sont présentées dans l'encadré ci-après.
| Paramètres climatiques communaux sur la période 1971-2000 - Moyenne annuelle de température : 11,5 °C - Nombre de jours avec une température inférieure à −5 °C : 3,9 j - Nombre de jours avec une température supérieure à 30 °C : 4,4 j - Amplitude thermique annuelle : 14,1 °C - Cumuls annuels de précipitation : 1 246 mm - Nombre de jours de précipitation en janvier : 10,9 j - Nombre de jours de précipitation en juillet : 9,6 j |

Avec le changement climatique, ces variables ont évolué. Une étude réalisée en 2014 par la Direction générale de l'Énergie et du Climat complétée par des études régionales prévoit en effet que la  température moyenne devrait croître et la pluviométrie moyenne baisser, avec toutefois de fortes variations régionales. Ces changements peuvent être constatés sur la station météorologique de Météo-France la plus proche, « Lourdes », sur la commune de Lourdes, mise en service en 1881 et qui se trouve à 6 km à vol d'oiseau,, où la température moyenne annuelle est de 13,3 °C et la hauteur de précipitations de 1 426,7 mm pour la période 1981-2010.
Sur la station météorologique historique la plus proche, « Tarbes-Lourdes-Pyrénées », sur la commune d'Ossun, mise en service en 1946 et à 15 km, la température moyenne annuelle évolue de 12,2 °C pour la période 1971-2000, à 12,6 °C pour 1981-2010, puis à 12,9 °C pour 1991-2020.

### Milieux naturels et biodiversité
L’inventaire des zones naturelles d'intérêt écologique, faunistique et floristique (ZNIEFF) a pour objectif de réaliser une couverture des zones les plus intéressantes sur le plan écologique, essentiellement dans la perspective d’améliorer la connaissance du patrimoine naturel national et de fournir aux différents décideurs un outil d’aide à la prise en compte de l’environnement dans l’aménagement du territoire.
Deux ZNIEFF de type 1 sont recensées sur la commune :
le « pied du massif de Hautacam entre Argelès et St-Créac » (961 ha), couvrant 12 communes du département et 
le « réseau hydrographique des Angles et du Bénaquès » (260 ha), couvrant 35 communes du département
et une ZNIEFF de type 2, : 
les « coteaux et vallons des Angles et du Bénaquès » (12 879 ha), couvrant 45 communes du département.

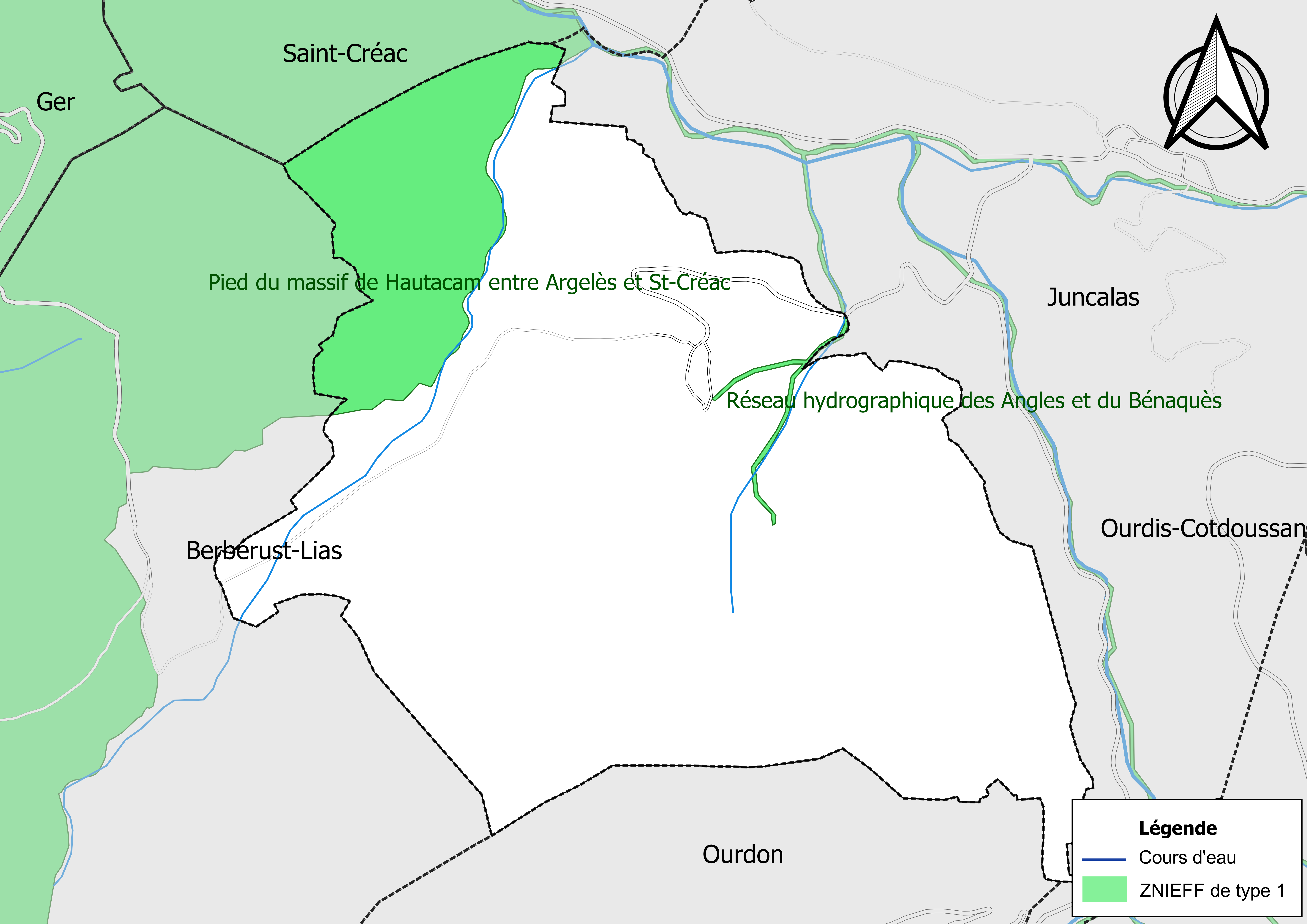
Carte des ZNIEFF de type 1 sur la commune.
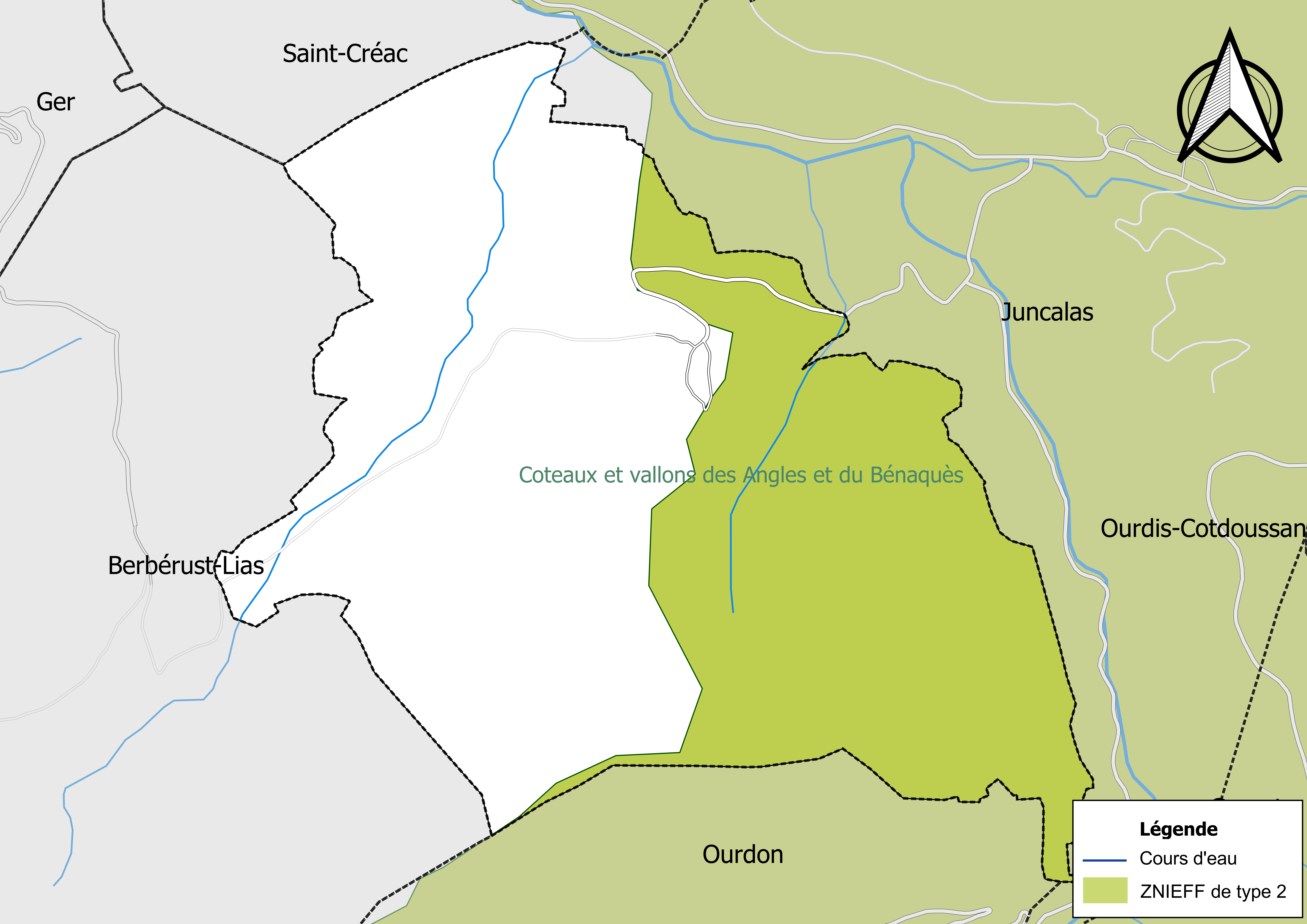
Carte de la ZNIEFF de type 2 sur la commune.

## Urbanisme

Sélection de vues des noms de rues.
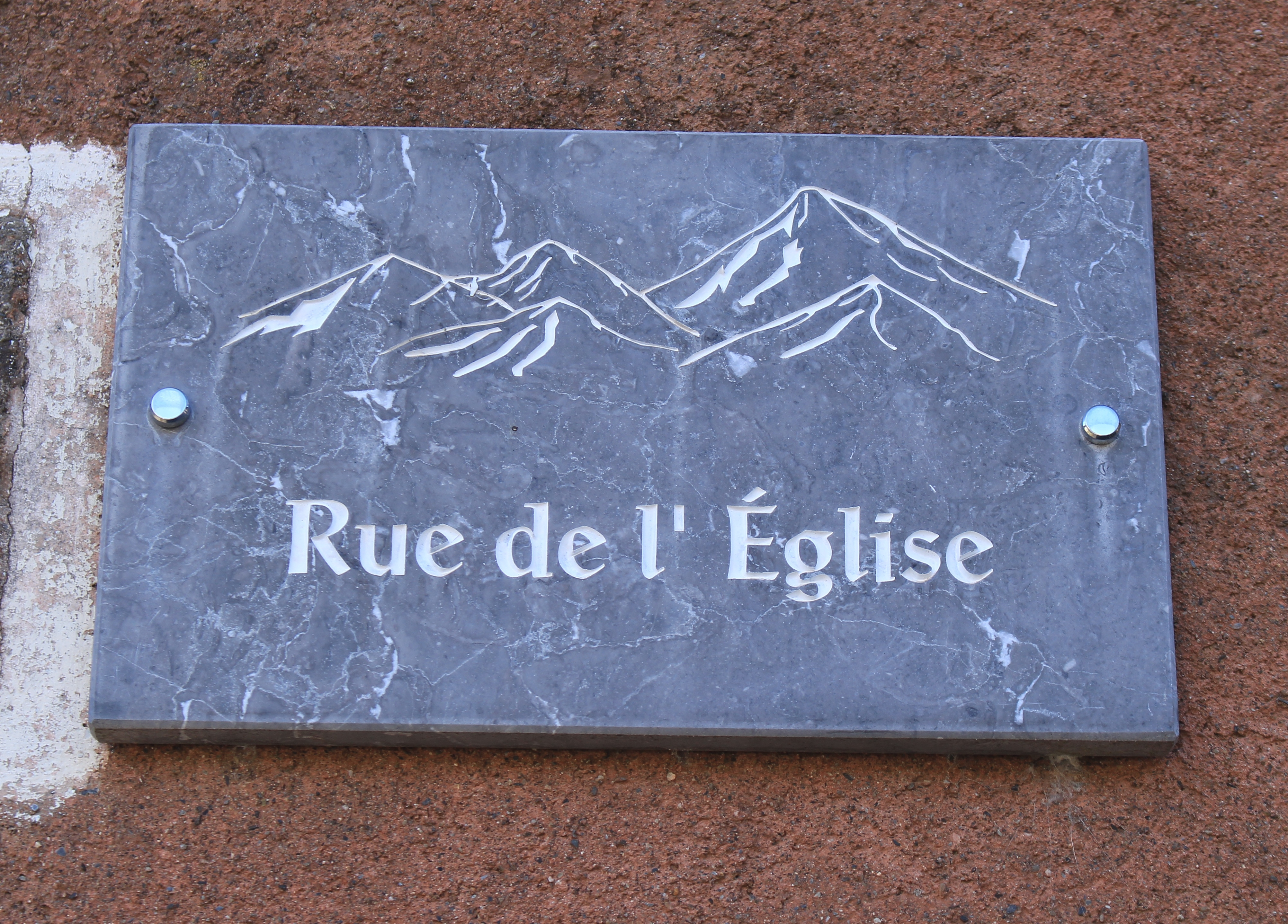
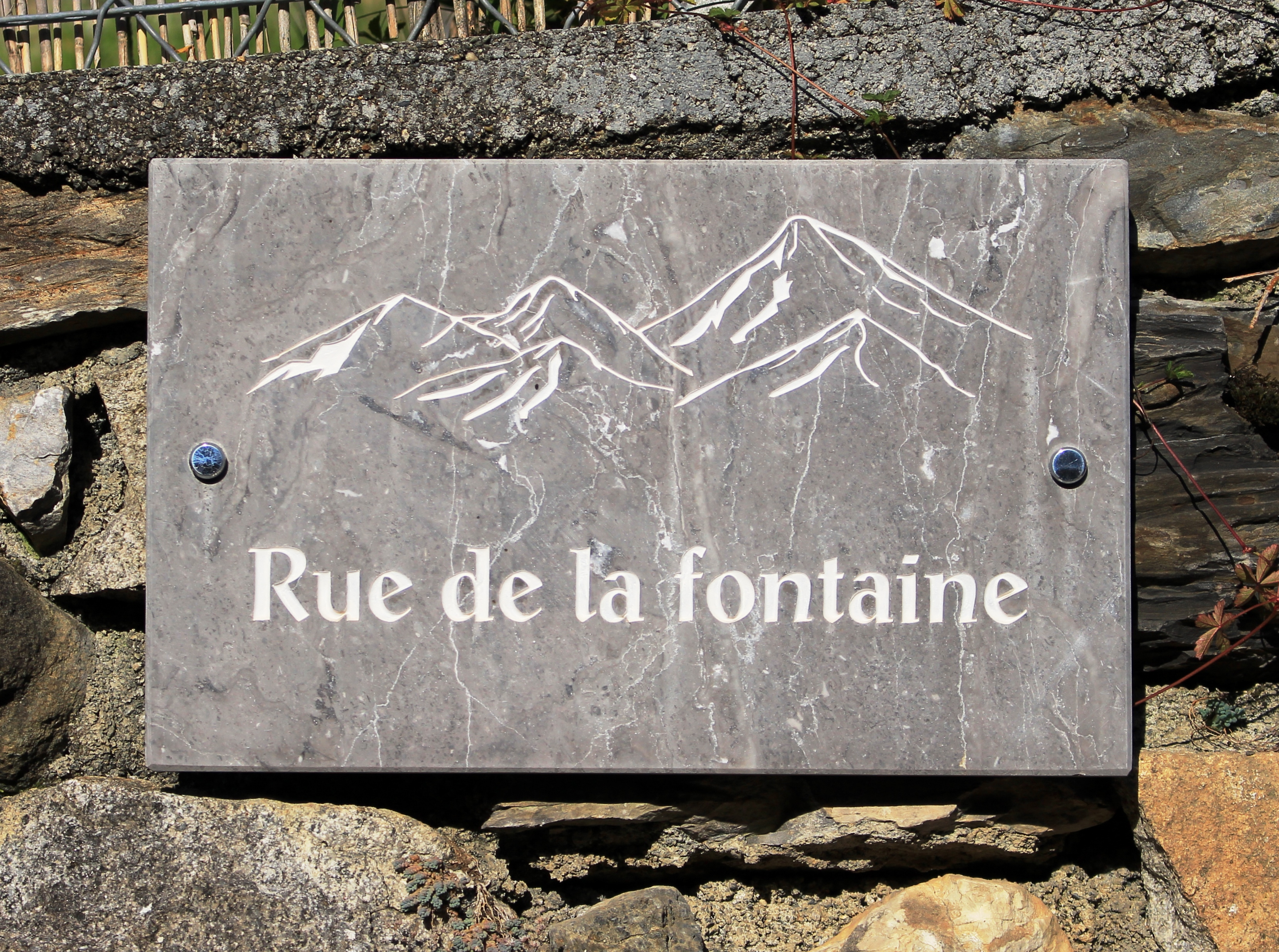

### Typologie
Au 1er janvier 2024, Ousté est catégorisée commune rurale à habitat dispersé, selon la nouvelle grille communale de densité à sept niveaux définie par l'Insee en 2022.
Elle est située hors unité urbaine. Par ailleurs la commune fait partie de l'aire d'attraction de Lourdes, dont elle est une commune de la couronne,. Cette aire, qui regroupe 45 communes, est catégorisée dans les aires de moins de 50 000 habitants,.

### Occupation des sols
L'occupation des sols de la commune, telle qu'elle ressort de la base de données européenne d’occupation biophysique des sols Corine Land Cover (CLC), est marquée par l'importance des forêts et milieux semi-naturels (68,9 % en 2018), une proportion identique à celle de 1990 (68,9 %). La répartition détaillée en 2018 est la suivante : 
milieux à végétation arbustive et/ou herbacée (35,5 %), forêts (33,3 %), prairies (31,1 %).
L'IGN met par ailleurs à disposition un outil en ligne permettant de comparer l’évolution dans le temps de l’occupation des sols de la commune (ou de territoires à des échelles différentes). Plusieurs époques sont accessibles sous forme de cartes ou photos aériennes : la carte de Cassini (XVIIIe siècle), la carte d'état-major (1820-1866) et la période actuelle (1950 à aujourd'hui).

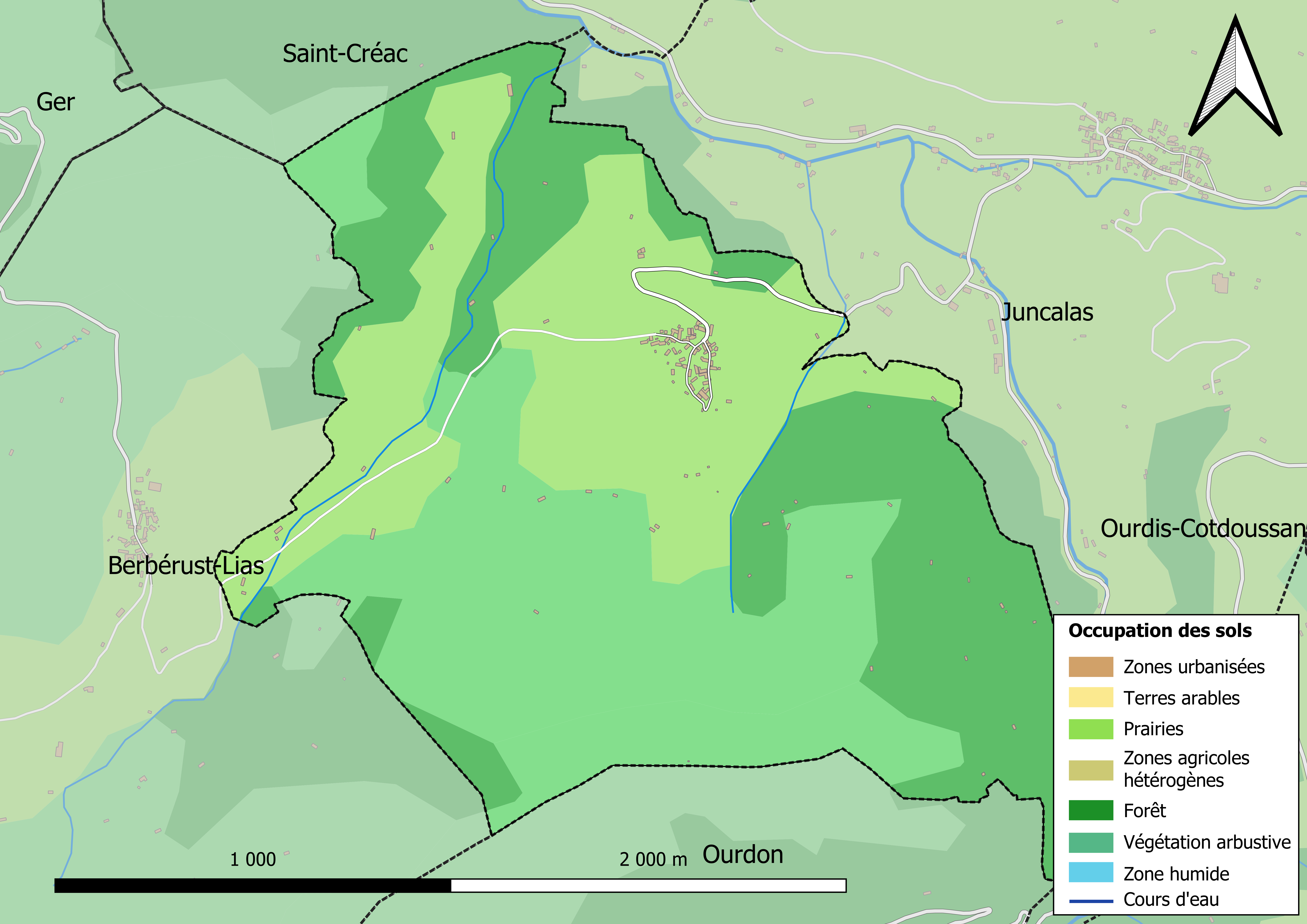
Carte des infrastructures et de l'occupation des sols en 2018 (CLC) de la commune.
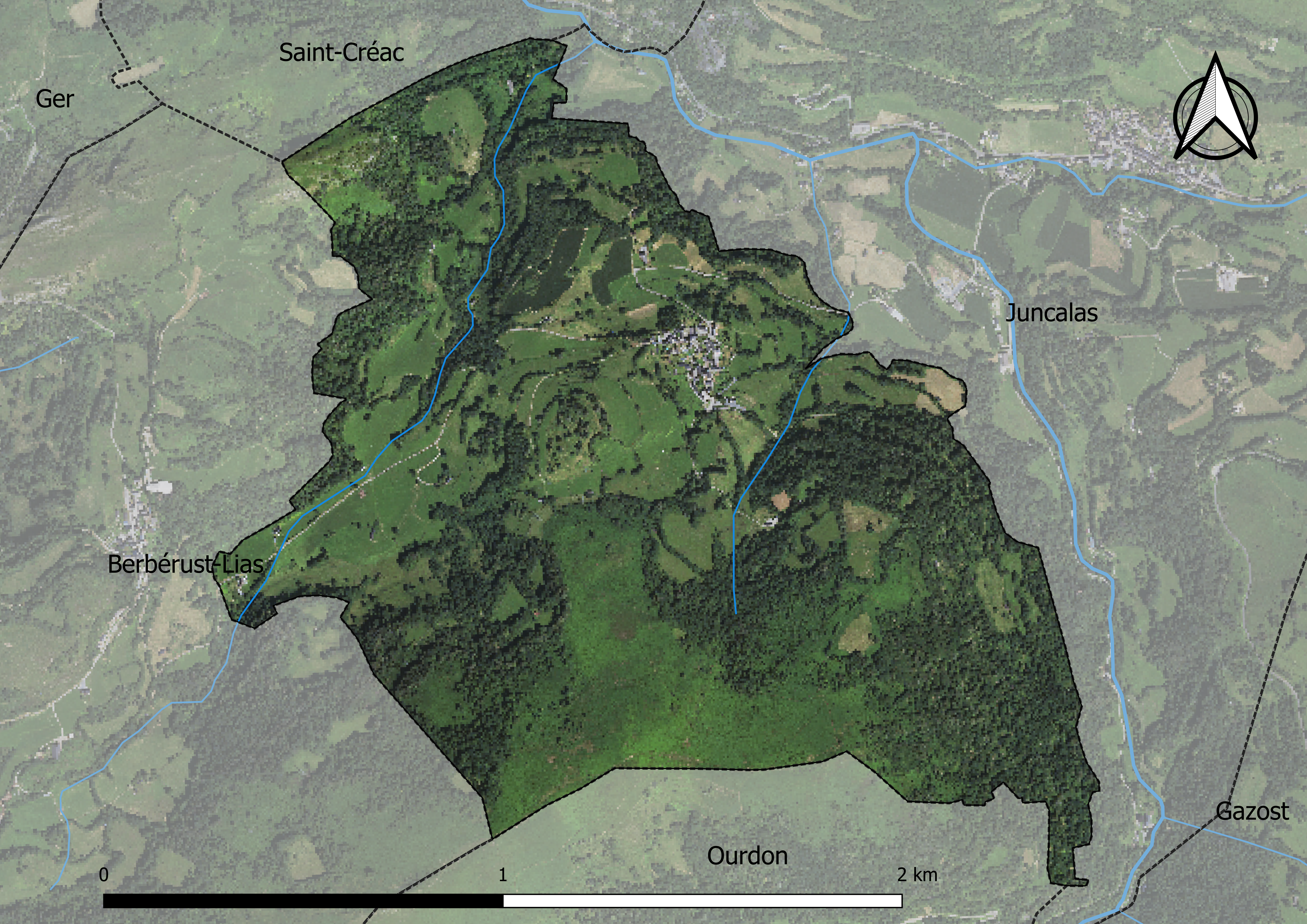
Carte orthophotogrammétrique de la commune.

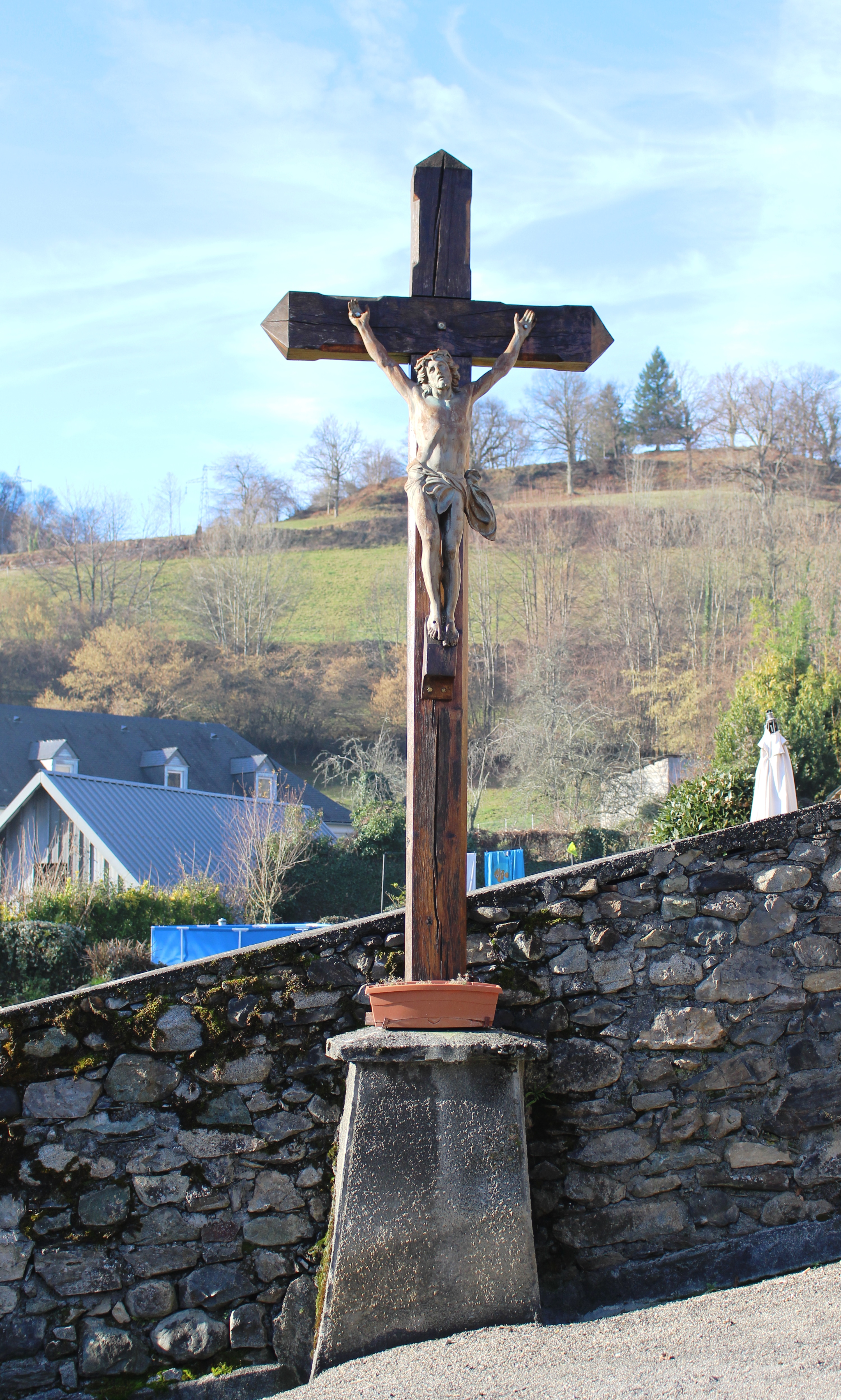
Une croix.

### Logement
En 2012, le nombre total de logements dans la commune est de 38.

Parmi ces logements, 47,9 % sont des résidences principales, 49,3 % des résidences secondaires et 2,7 % des logements vacants.

### Risques majeurs
Le territoire de la commune d'Ousté est vulnérable à différents aléas naturels : météorologiques (tempête, orage, neige, grand froid, canicule ou sécheresse), feux de forêts, mouvements de terrains et séisme (sismicité moyenne). Un site publié par le BRGM permet d'évaluer simplement et rapidement les risques d'un bien localisé soit par son adresse soit par le numéro de sa parcelle.
Ousté est exposée au risque de feu de forêt. Un plan départemental de protection des forêts contre les incendies a été approuvé par arrêté préfectoral le 21 avril 2020 pour la période 2020-2029. Le précédent couvrait la période 2007-2017. L’emploi du feu est régi par deux types de réglementations. D’abord le code forestier et l’arrêté préfectoral du 27 octobre 2014, qui réglementent l’emploi du feu à moins de 200 m des espaces naturels combustibles sur l’ensemble du département. Ensuite celle établie dans le cadre de la lutte contre la pollution de l’air, qui interdit le brûlage des déchets verts des particuliers. L’écobuage est quant à lui réglementé dans le cadre de commissions locales d’écobuage (CLE)

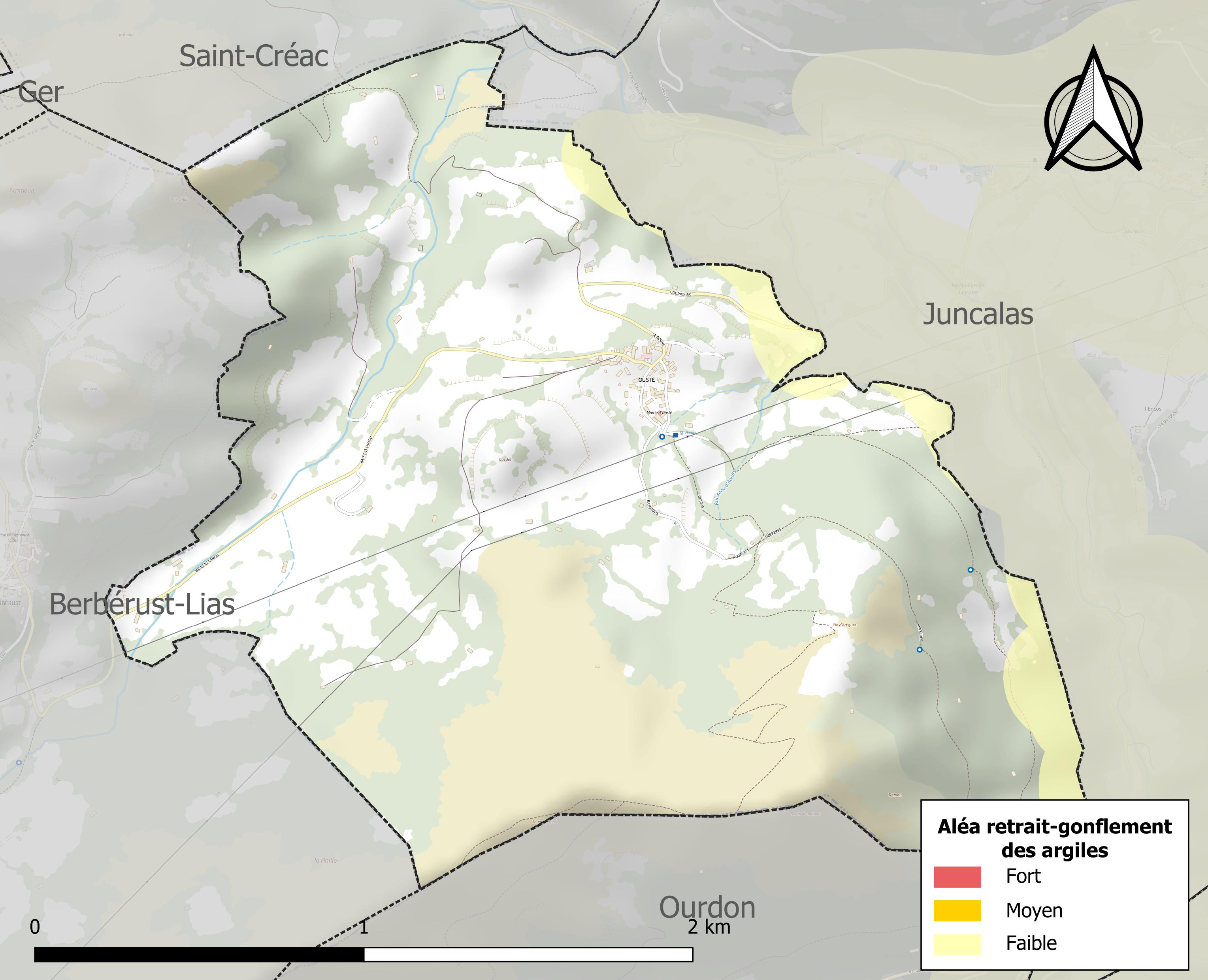
Carte des zones d'aléa retrait-gonflement des sols argileux d'Ousté.

Les mouvements de terrains susceptibles de se produire sur la commune sont des tassements différentiels.
Le retrait-gonflement des sols argileux est susceptible d'engendrer des dommages importants aux bâtiments en cas d’alternance de périodes de sécheresse et de pluie. La totalité de la commune est en aléa faible (44,5 % au niveau départemental et 48,5 % au niveau national). Sur les 38 bâtiments dénombrés sur la commune en 2019, aucun n'est en aléa moyen ou fort, à comparer aux 75 % au niveau départemental et 54 % au niveau national. Une cartographie de l'exposition du territoire national au retrait gonflement des sols argileux est disponible sur le site du BRGM,.
Par ailleurs, afin de mieux appréhender le risque d’affaissement de terrain, l'inventaire national des cavités souterraines permet de localiser celles situées sur la commune.
La commune a été reconnue en état de catastrophe naturelle au titre des dommages causés par les inondations et coulées de boue survenues en 1982, 1993, 1999 et 2009. Concernant les mouvements de terrains, la commune a été reconnue en état de catastrophe naturelle au titre des dommages causés par des mouvements de terrain en 1999 et 2015.

## Toponymie

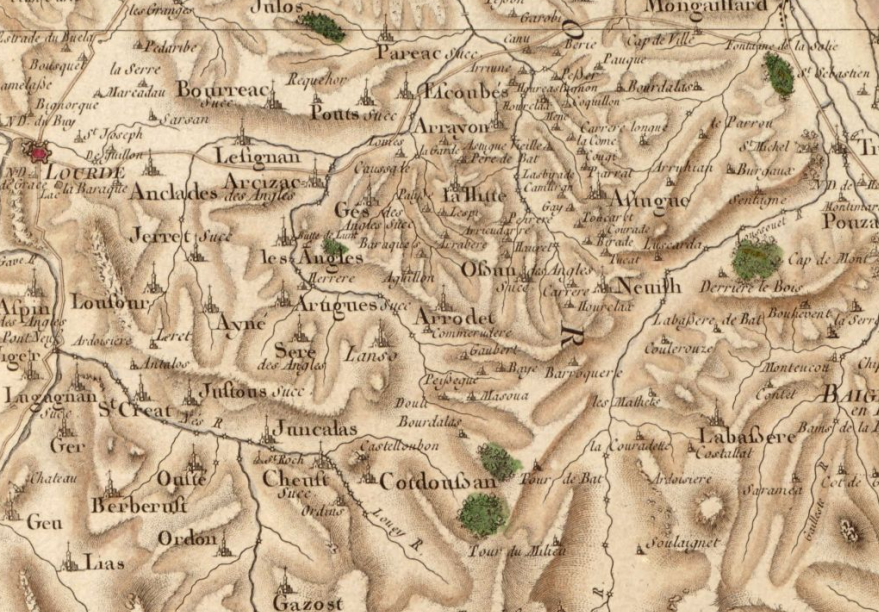
Extrait de la carte de Cassini situant Ousté à l'est de Lourdes.

On trouvera les principales informations dans le Dictionnaire toponymique des communes des Hautes-Pyrénées de Michel Grosclaude et Jean-François Le Nail qui rapporte les dénominations historiques du village :
Dénominations historiques :
- A Oster, (v. 1200-1230, cartulaire de Bigorre) ;
- Ostee, (1285, montre Bigorre ; 1309, livre vert de Bénac ; 1313, ibid.) ;
- d’Ostey, d’Oste, (1313, livre vert Bénac) ;
- Hostee, D-Oste, (1313, Debita regi Navarre) ;
- De Osterio, latin (1342, pouillé de Tarbes ; 1379, procuration Tarbes) ;
- d’Oste, d’Ostee, de Ostee, (1384, livre vert Bénac ; 1403, ibid.) ;
- d’Ostey, (1406, livre vert Bénac) ;
- Osté, (1738, registres paroissiaux) ;
- Ousté, (1790, Département 1) ;
- Ousté, (fin XVIIIe siècle, carte de Cassini).

Nom occitan : Ostèr.

## Histoire

### Cadastre napoléonien d'Ousté
Le plan cadastral napoléonien d'Ousté est consultable sur le site des archives départementales des Hautes-Pyrénées.

## Politique et administration

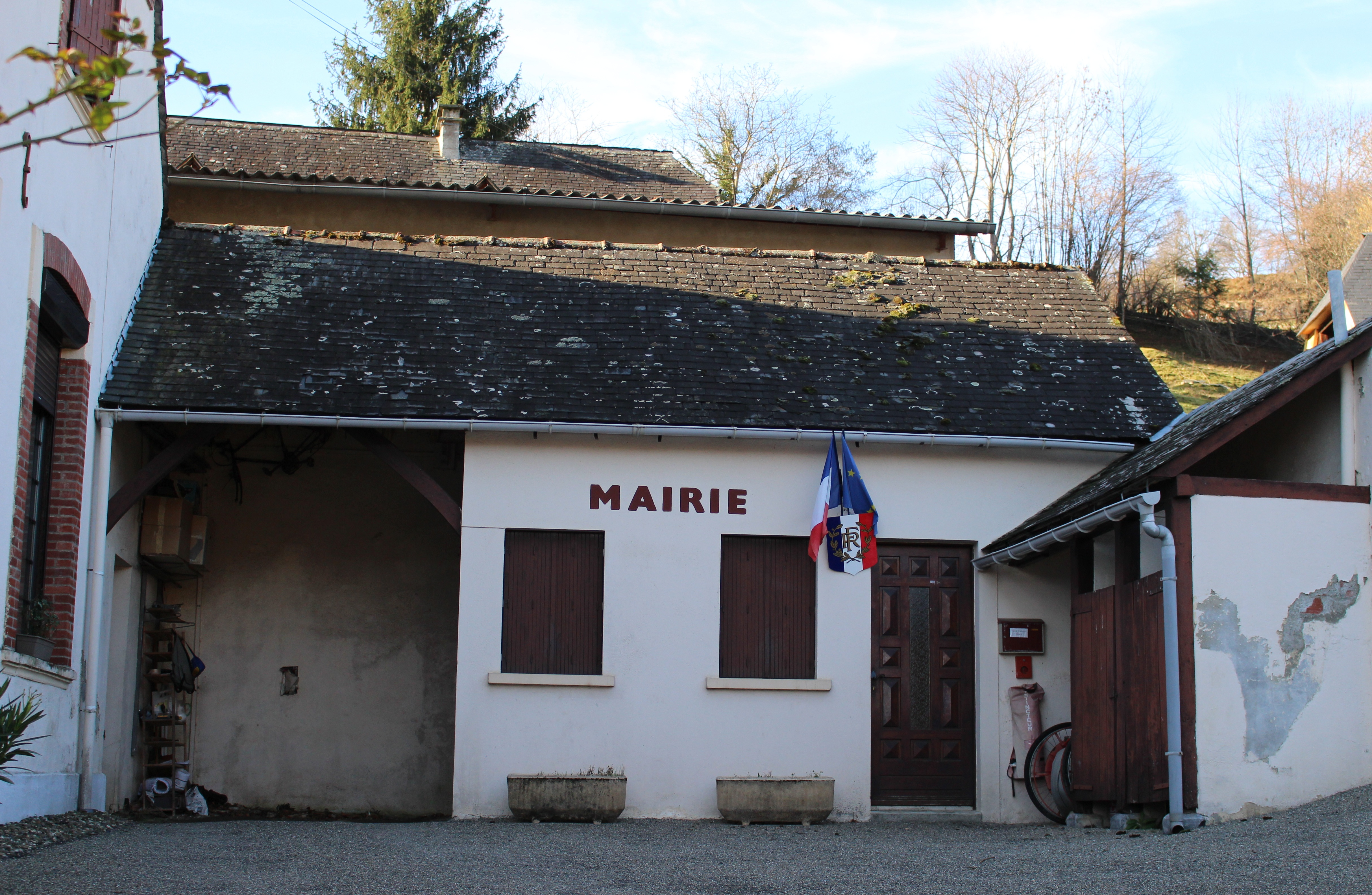
La mairie en 2016.

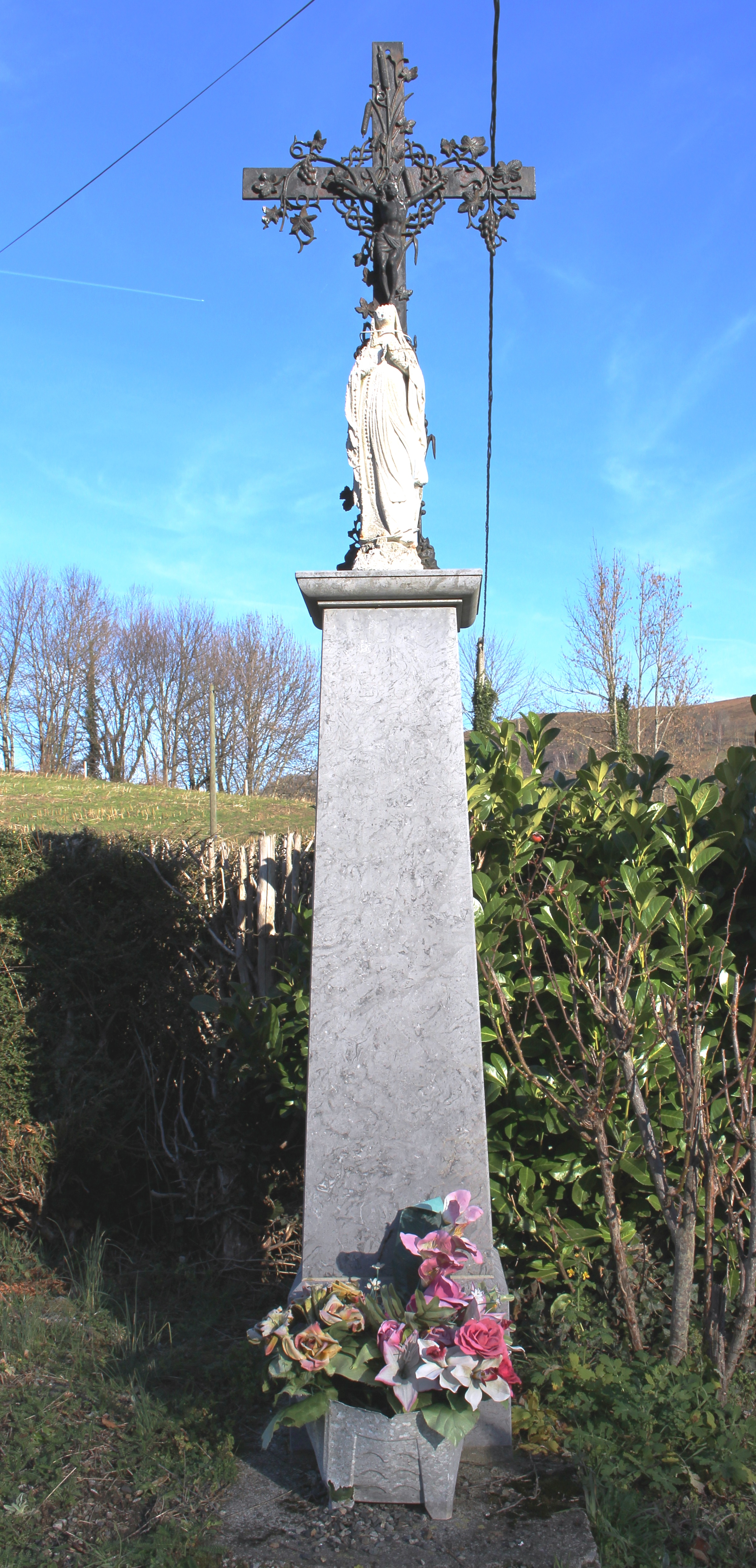
Une croix.

### Liste des maires
| Période                                  | Période   | Identité                    | Étiquette | Qualité |
| ---------------------------------------- | --------- | --------------------------- | --------- | ------- |
| Les données manquantes sont à compléter. |           |                             |           |         |
|                                          |           |                             |           |         |
| 1963                                     | 1975      | Eugène Laplagne             |           |         |
| 1975                                     | 1987      | Gérard Arramond             |           |         |
| 1987                                     | mars 1995 | Jean Landelle               |           |         |
| mars 1995                                | mars 2001 | Marie-Odile Lonca           |           |         |
| mars 2001                                | mars 2008 | Jean-Luc Laplagne           |           |         |
| mars 2008                                | mars 2014 | Frédérique Cazenave Ducasse |           |         |
| mars 2014                                | mars 2020 | Frédéric Loupias            |           |         |
| mars 2020                                | En cours  | Jean-Pierre Frechin         |           |         |

### Rattachements administratifs et électoraux

#### Historique administratif
Pays et sénéchaussée de Bigorre, Lavedan, Estrema de Castelloubon, canton de Juncalas puis de Castelloubon et Batsouriguère (1790), de Lourdes (1802), Lourdes-Est (1973).

#### Intercommunalité
Ousté appartient à la Communauté d'agglomération Tarbes-Lourdes-Pyrénées créée en janvier 2017 et qui réunit 86 communes.

## Population et société

### Démographie

#### Évolution démographique
| 1793 | 1800 | 1806 | 1821 | 1831 | 1836 | 1841 | 1846 | 1851 |
| ---- | ---- | ---- | ---- | ---- | ---- | ---- | ---- | ---- |
| 187  | 128  | 155  | 156  | 161  | 172  | 182  | 192  | 194  |

| 1856 | 1861 | 1866 | 1872 | 1876 | 1881 | 1886 | 1891 | 1896 |
| ---- | ---- | ---- | ---- | ---- | ---- | ---- | ---- | ---- |
| 169  | 198  | 193  | 159  | 173  | 159  | 173  | 161  | 170  |

| 1901 | 1906 | 1911 | 1921 | 1926 | 1931 | 1936 | 1946 | 1954 |
| ---- | ---- | ---- | ---- | ---- | ---- | ---- | ---- | ---- |
| 158  | 138  | 127  | 113  | 105  | 121  | 95   | 85   | 71   |

| 1962 | 1968 | 1975 | 1982 | 1990 | 1999 | 2005 | 2006 | 2010 |
| ---- | ---- | ---- | ---- | ---- | ---- | ---- | ---- | ---- |
| 71   | 62   | 53   | 39   | 37   | 46   | 46   | 47   | 41   |

| 2015 | 2020 | 2022 | - | - | - | - | - | - |
| ---- | ---- | ---- | - | - | - | - | - | - |
| 28   | 35   | 35   | - | - | - | - | - | - |

### Enseignement
La commune dépend de l'académie de Toulouse. Elle ne dispose plus d'école en 2016.

## Économie

### Emploi
|                | 2008  | 2013   | 2018   |
| -------------- | ----- | ------ | ------ |
| Commune        | 20 %  | 17,6 % | 30,4 % |
| Département    | 7,7 % | 9,4 %  | 9,8 %  |
| France entière | 8,3 % | 10 %   | 10 %   |

En 2018, la population âgée de 15 à 64 ans s'élève à 19 personnes, parmi lesquelles on compte 78,3 % d'actifs (47,8 % ayant un emploi et 30,4 % de chômeurs) et 21,7 % d'inactifs,. Depuis 2008, le taux de chômage communal (au sens du recensement) des 15-64 ans est supérieur à celui de la France et du département.
La commune fait partie de la couronne de l'aire d'attraction de Lourdes, du fait qu'au moins 15 % des actifs travaillent dans le pôle,. Elle ne compte aucun emploi en 2018, contre 2 en 2013 et 0 en 2008. Le nombre d'actifs ayant un emploi résidant dans la commune est de 9, soit un taux d'activité parmi les 15 ans ou plus de 60 %.
Sur ces 9 actifs de 15 ans ou plus ayant un emploi, aucun ne travaille dans la commune. Pour se rendre au travail, 90,9 % des habitants utilisent un véhicule personnel ou de fonction à quatre roues et 9,1 % s'y rendent en deux-roues, à vélo ou à pied.

## Culture locale et patrimoine

### Lieux et monuments

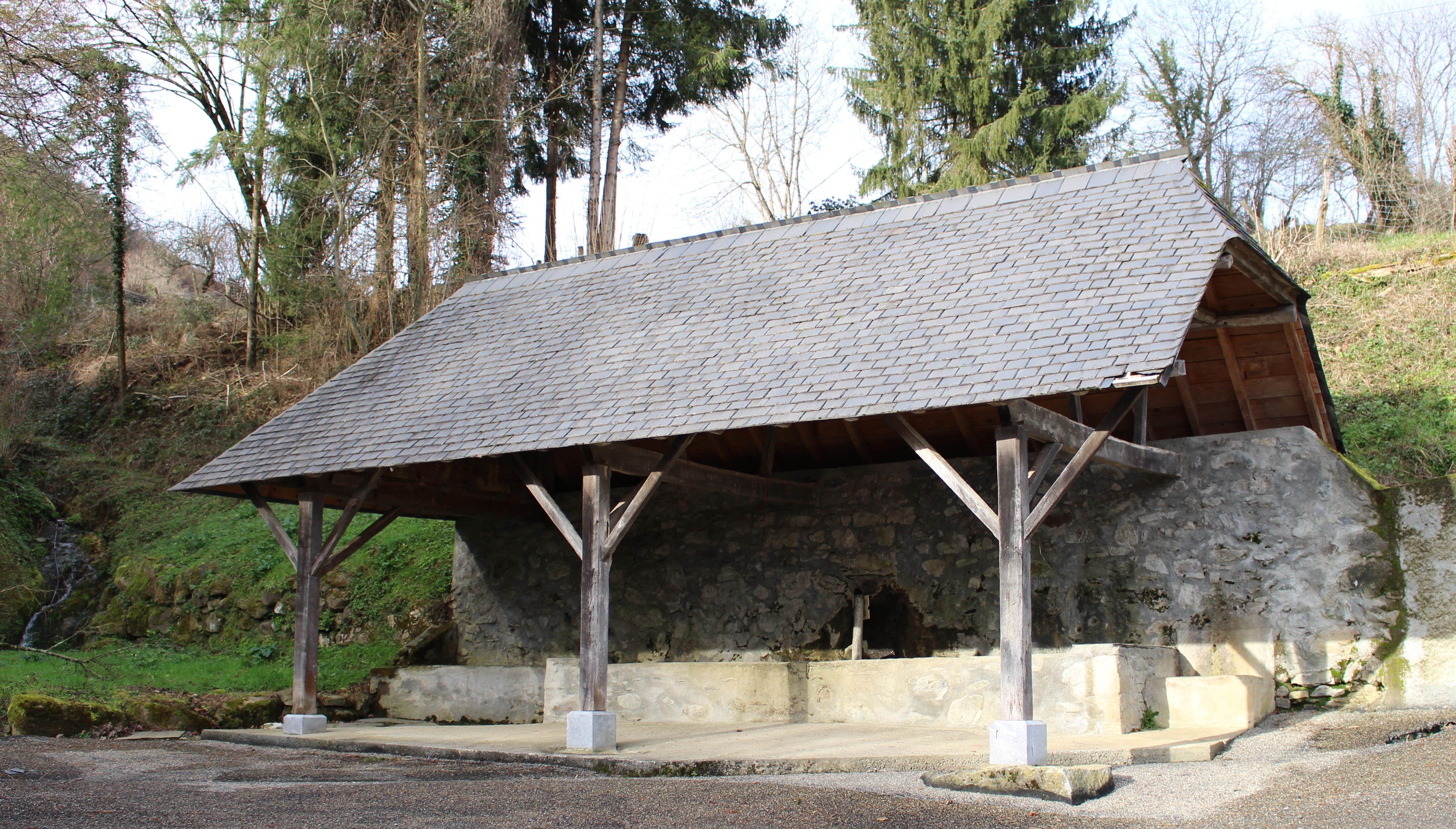
Le lavoir d'Ousté.

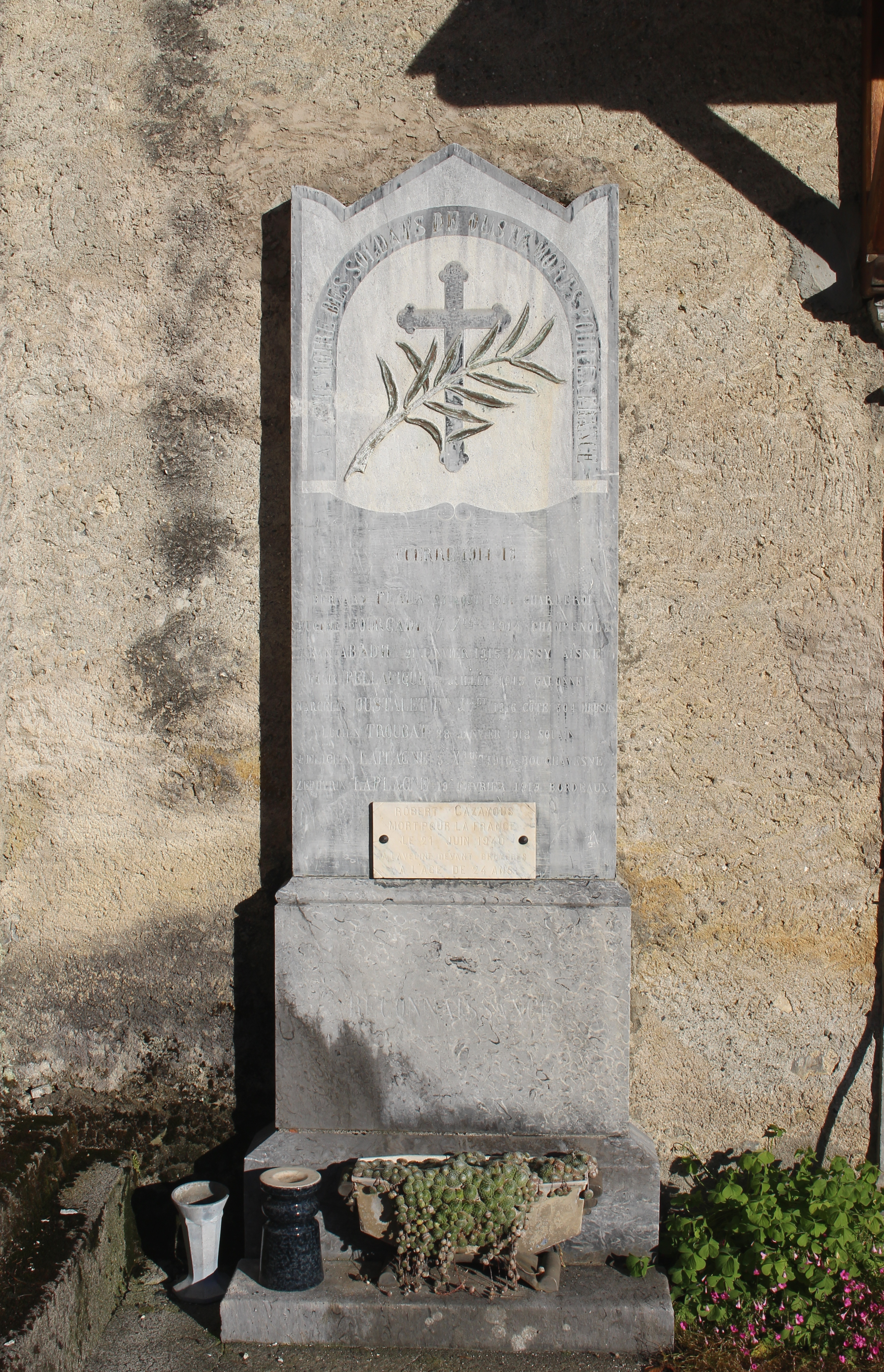
Le monument aux morts municipal.

- Église Saint-Pierre d'Ousté.
- Lavoir.

Sélection de vues de l'église Saint-Pierre en 2016.
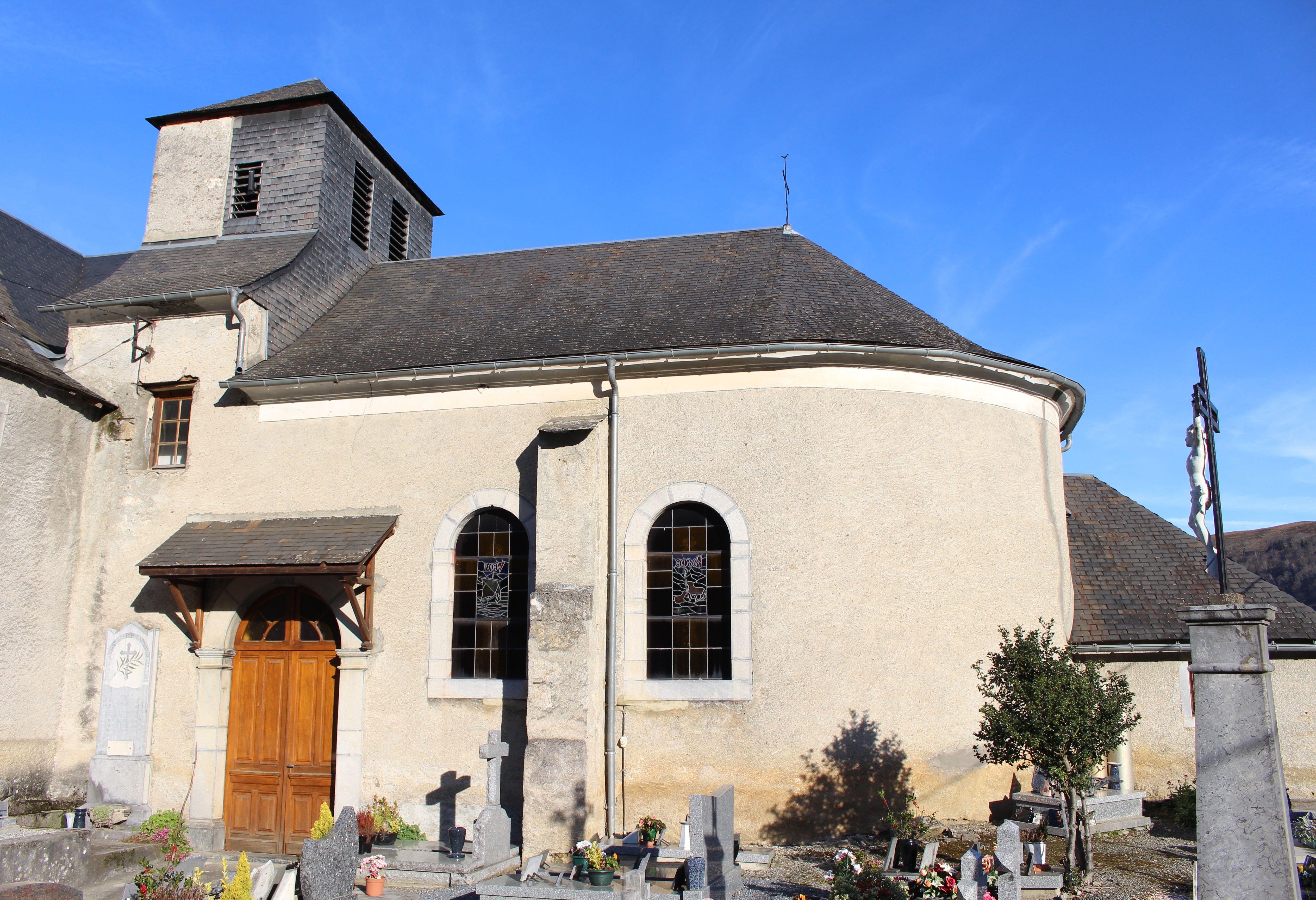
L'église.
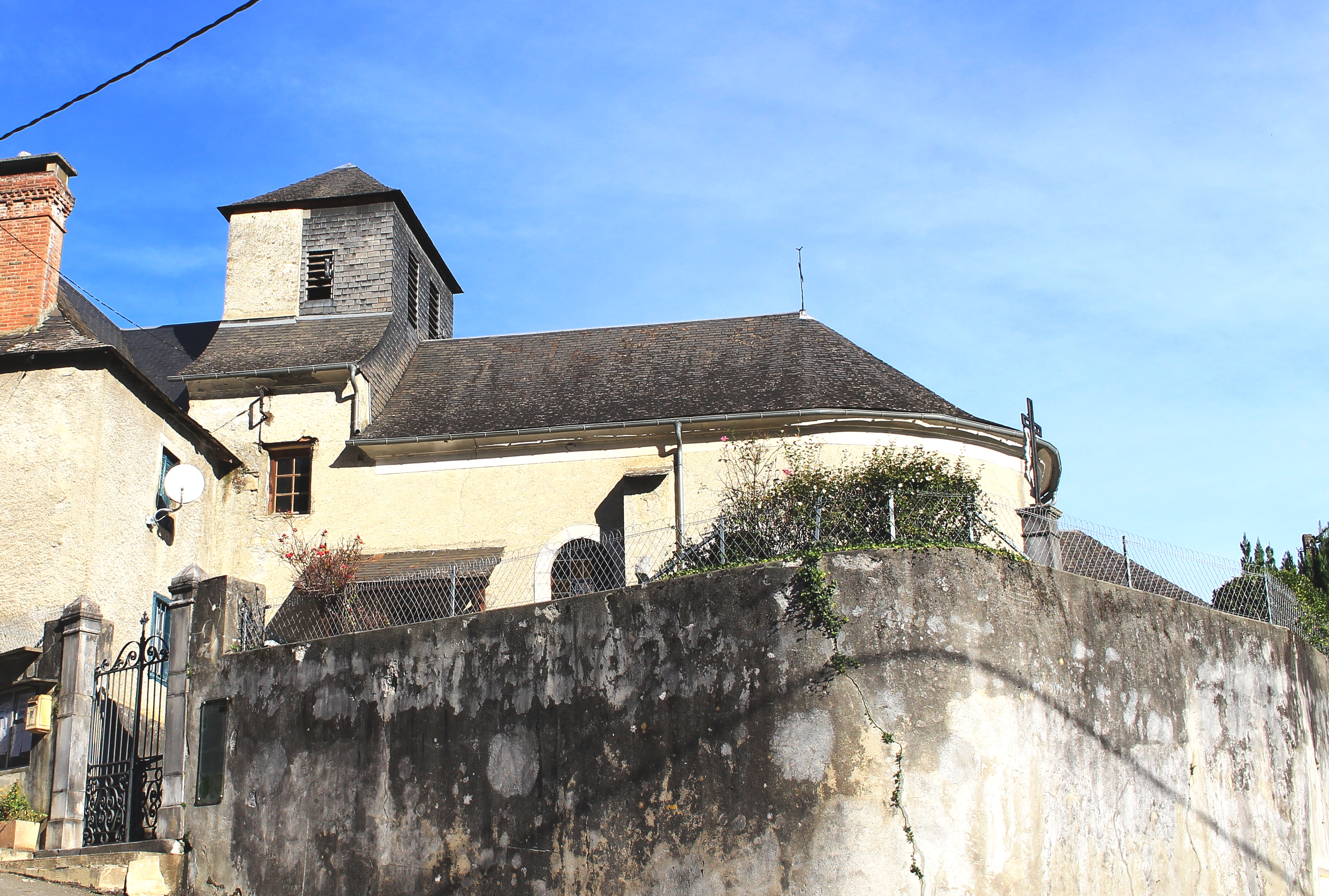
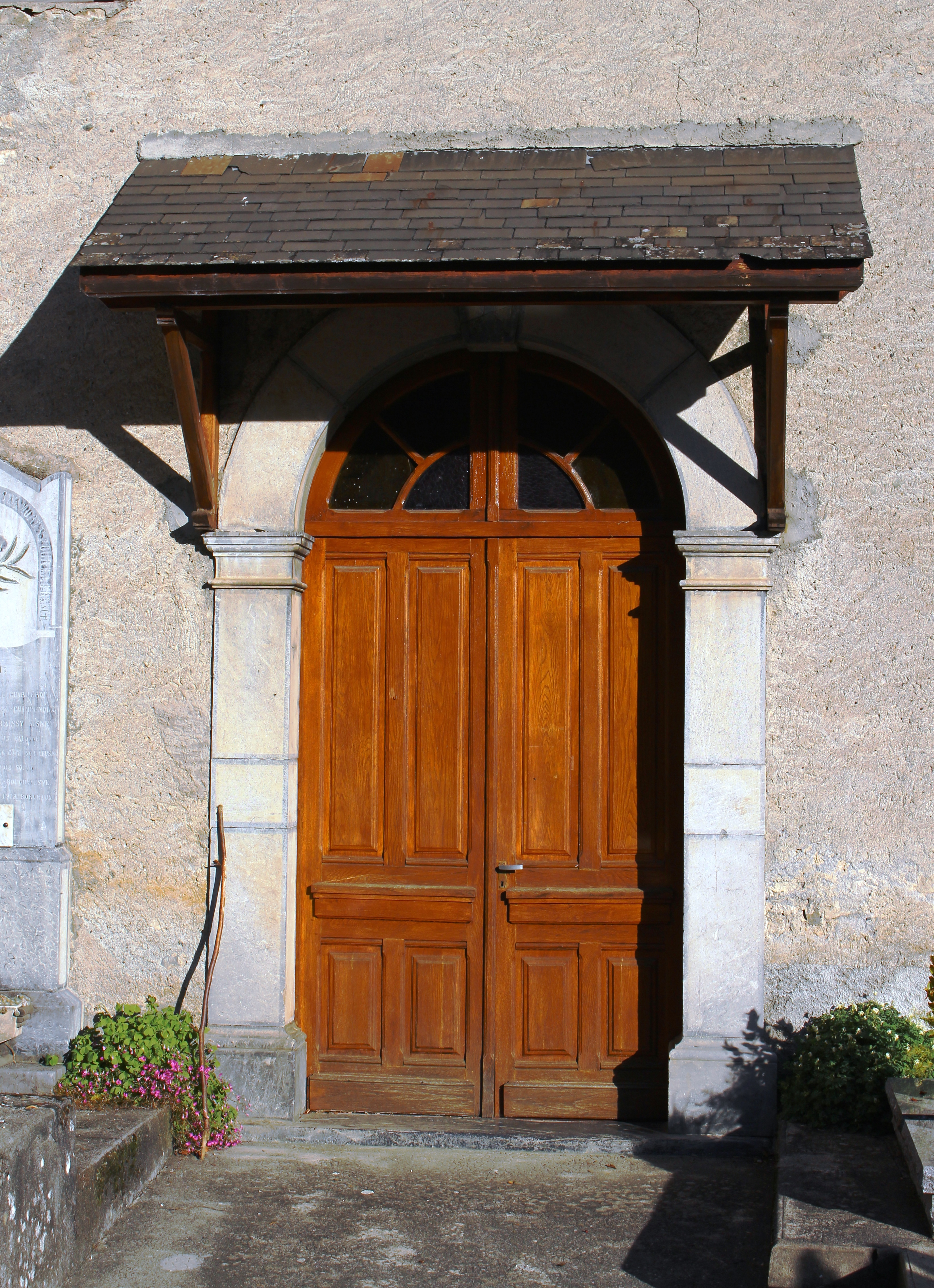
L'entrée.

### Héraldique
| Blason | Blasonnement : D'azur à la chaîne de montagnes de sinople aux pics enneigés d'argent mouvant des flancs et de la pointe, et à trois vautours éployés d'or, 2 en chef sur l'azur, celui de senestre la tête contournée, et 1 en pointe sur la chaîne de montagnes. |